# Puerto de Niihama
El Puerto de Niihama (新居浜港 Niihama-kō?) es un puerto que se encuentra al este de la Prefectura de Ehime, en la Ciudad de Niihama. Está a cargo de la Administración del Puerto de Niihama (新居浜港務局 Niihama-kōmukyoku?) y es un puerto que fue construido para el transporte de materiales y personas de la zona industrial costera que se desarrolló en torno a la Mina de Bronce de Besshi.

## Características

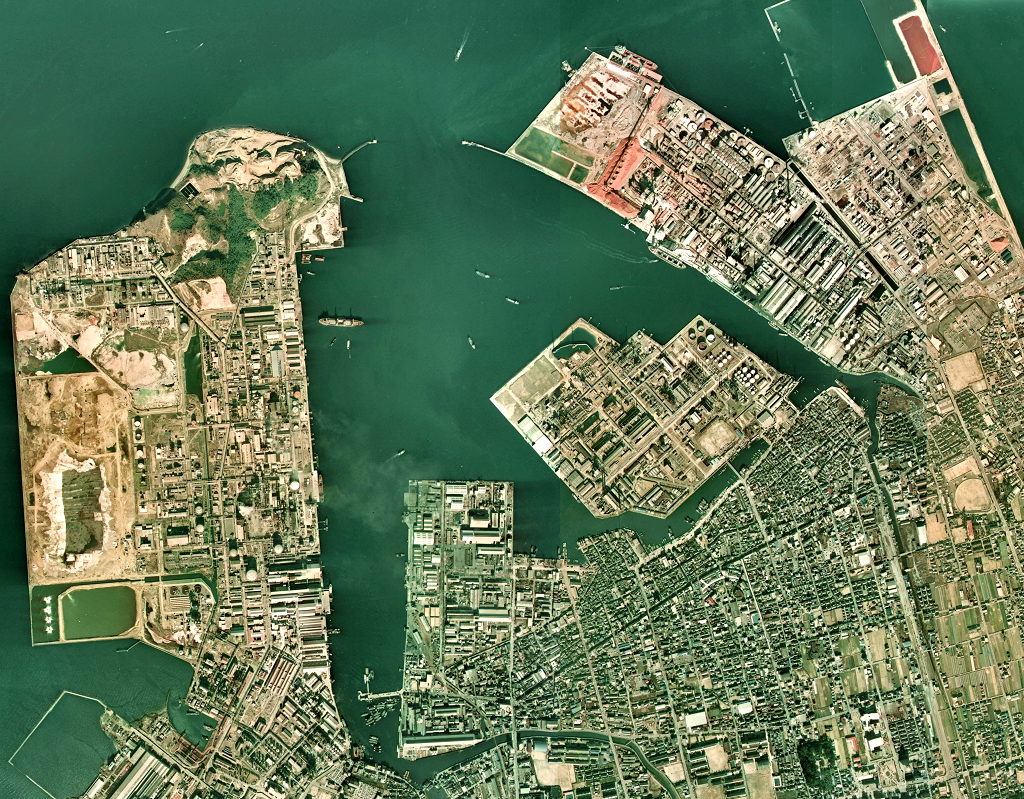
Imagen aérea del Puerto de Niihama.

En 1951 fue declarado Puerto de Importancia (重要港湾 Jūyōkōwan?) por el Gobierno de Japón. Es el único puerto de Japón a cargo de una administración portuaria (integrada por la Ciudad de Niihama y la empresa Sumitomo).

## Complejo portuario
Se extiende desde la Isla Miyo (御代島 Miyo-shima?) hasta el distrito Ashima (阿島?). Los puertos de Sawazu (沢津港 Sawazu-kō?), Habu (垣生港 Habu-kō?) y Ooshima (大島港 Ooshima-kō?) quedan excluidos por tratarse de puertos pesqueros.

### Puerto Principal
Se conoce como Puerto Principal Niihama (新居浜本港 Niihama-honkō?) al que abarca desde la Isla Miyo hasta la desembocadura del Río Kokuryo.

### Puerto Este
El Puerto Niihama-Este (新居浜東港 Niihamahigashi-kō?) se construyó en lo que fue la Salina Takihama (多喜浜塩田 Takihama-enden?).

### Puerto Kuroshima
El Puerto Kuroshima (黒島港 Kuroshima-kō?) se encuentra en el distrito Kuroshima (黒島?) de la ciudad.

## Historia
En sus orígenes fue un pequeño puerto pesquero, a orillas del Río Shirinashi (尻無川 Shirinashi-gawa?) que corre en cercanías del Ayuntamiento de la Ciudad de Niihama.
En el año 1691 junto al inicio de la extracción de bronce de la Mina de Bronce de Besshi inicia su desarrollo como puerto comercial.
Tras la Segunda Guerra Mundial, más precisamente en 1948, se convierte en uno de los principales puertos de la Isla de Shikoku, y en 1951 fue declarado Puerto de Importancia por el Gobierno de Japón. En 1953 se constituye la Administración del Puerto de Niihama, que realiza varias obras de modernización del puerto. 
En 1966 incorpora a su jurisdicción lo que en la actualidad es el Puerto Niihama-Este.
En 1995 se inaugura el Marine Park (マリンパーク Marin-pāku?).

## Servicios de ferry
- Shikoku Orange Ferry (四国オレンジフェリー Shikoku Orenji Ferī?)
  - Puerto de Takuma (詫間港 Takuma-kō?) - Puerto de Kobe
  - Puerto de Toyo - Puerto de Oosaka-Sur (大阪南港 Oosaka Minami-kō?)

Sitio Web Oficial de Shikoku Orange Ferry
- Sumitomo (servicio exclusivo de la empresa)
  - Isla Shisaka (四阪島 Shisaka-jima?)
- Ciudad de Niihama
  - Gran Isla de Nii (新居大島 Nii-Ooshima?)